# Меморіальний будинок-музей народного художника України Федора Манайла
Меморіальний будинок-музей народного художника України Федора Манайла — музейний заклад художньо-меморіального спрямування в Ужгороді, експозиція якого присвячена особі та творчості народного художника України, одного із засновників Закарпатської школи живопису Федора Манайла (1910-1978). Відкритий у 1980 році як відділ Закарпатського обласного краєзнавчого музею, із 2010 року є філією Закарпатського обласного художнього музею ім. Й. Бокшая.

## Історія створення[2]
Після смерті митця в 1978 році виникла ідея створення меморіального музею художника. Було визначено, що музей розташується в будинку № 74 по вулиці Горького в Ужгороді, де художник прожив тридцять років. У 1978-1979 роках була продумана концепція музею, були зібрані, описані та зареєстровані експонати, серед яких особисті речі митця, архівні документи, велика частина творчого доробку. 6 лютого 1980 року був виданий наказ №126 Міністерства культури Української РСР про створення меморіального будинку-музею народного художника УРСР Федора Федоровича Манайла як відділу Закарпатського обласного краєзнавчого музею. Перша експозиція була розташована у чотирьох кімнатах з відтвореними інтер’єрами, що передавали атмосферу, у якій жив та творив митець. 
Першим завідувачем музею був син Федора Манайла Іван, науковим співробітником — донька Катерина, а наглядачем — сестра Федора, Олена Федорівна Мартон.
На початку 1981 року в музеї відбулася реекспозиція. Були написані інформаційні стенди, змонтовані вітрини, закуплені художні твори майстра, що поповнили основний фонд. До експозиції додалася ще одна кімната.

## Експозиція
У музеї зберігається близько 2000 експонатів, в тому числі понад 170 мальованих творів. Експозиція розташована у п'яти кімнатах: Дві (вітальня і майстерня) залишені в такому стані, як було за життя художника, три містять матеріали про життя і творчість художника. Стіни музею прикрашають полотна митця. У майстерні — мольберт та заплямований фарбами одяг, у якому творив Манайло.